# Andrena sphaeralceae
Andrena sphaeralceae är en biart som beskrevs av Linsley 1939. Andrena sphaeralceae ingår i släktet sandbin, och familjen grävbin. Inga underarter finns listade i Catalogue of Life.